# Communauté de communes du Haut Livradois
Die Communauté de communes du Haut Livradois ist ein ehemaliger französischer Gemeindeverband mit der Rechtsform einer Communauté de communes im Département Puy-de-Dôme in der Region Auvergne-Rhône-Alpes. Sie wurde am 25. November 1999 gegründet und umfasste 15 Gemeinden. Der Verwaltungssitz befand sich im Ort Fournols.

## Historische Entwicklung
Mit Wirkung vom 1. Januar 2017 fusionierte der Gemeindeverband mit  
- Communauté de communes de Livradois Porte d’Auvergne,
- Communauté de communes du Pays d’Ambert,
- Communauté de communes du Pays d’Arlanc,
- Communauté de communes du Pays de Cunlhat,
- Communauté de communes du Pays d’Olliergues sowie
- Communauté de communes de la Vallée de l’Ance

und bildete so die Nachfolgeorganisation Communauté de communes Ambert Livradois Forez.

## Ehemalige Mitgliedsgemeinden
1. Aix-la-Fayette
2. Bertignat
3. Chambon-sur-Dolore
4. Condat-lès-Montboissier
5. Échandelys
6. Fayet-Ronaye
7. Fournols
8. Grandval
9. Le Monestier
10. Saint-Amant-Roche-Savine
11. Saint-Bonnet-le-Bourg
12. Saint-Bonnet-le-Chastel
13. Sainte-Catherine
14. Saint-Éloy-la-Glacière
15. Saint-Germain-l’Herm